# Kanton Bastia-5 (Lupino)
Kanton Bastia-5 (Lupino) (francouzsky Canton de Bastia-5 (Lupino)) je francouzský kanton v departementu Haute-Corse v regionu Korsika. Je tvořen částí města Bastia. Vznikl roku 1982 rozdělením kantonu Bastia-5.